# سادین‌لار
سادین‌لار (ترکی آذربایجانی: Sadınlar) یک منطقهٔ مسکونی در جمهوری آذربایجان است که در شهرستان لاچین واقع شده است؛ در جمهوری آرتساخ است که در استان کاشاتاق واقع شده‌است.